# 333636 Reboul
333636 Reboul è un asteroide della fascia principale. Scoperto nel 2008, presenta un'orbita caratterizzata da un semiasse maggiore pari a 2,5802493 UA e da un'eccentricità di 0,2795263, inclinata di 13,88054° rispetto all'eclittica.